# لاك بوبور (كيبك)
لاك بوبور (بالإنجليزية: Lac-Beauport, Quebec)‏ هي بلدة و بلدية محلية في كيبيك تقع في كندا في La Jacques-Cartier Regional County Municipality. يقدر عدد سكانها بـ 7,281 نسمة ومساحتها 64.00 كم2 .